# وان‌پلاس
وان‌پلاس (به انگلیسی: OnePlus) یک شرکت تولید کننده تلفن همراه هوشمند و دیگر وسایل الکترونیکی در کشور چین واقع شده است که در ۱۶ دسامبر ۲۰۱۳ تأسیس شد. دفتر مرکزی این شرکت در شنزن است. این شرکت سال ۲۰۱۹ از شرکت اوپو جدا شد و مستقل شده
بر اساس اسناد ثبت شده در سازمان نظارت بر بازار شهرداری شنژن در دولت چین اعلام شد وان‌پلاس یکی از شرکت‌های تابعه اوپو است اما مسئولان وان‌پلاس اعلام کردند که علناً از شرکت OPPO جدا شده‌اند.